# Stephen Kelly (Fußballspieler, 1983)
Stephen Kelly (* 6. September 1983 in Dublin) ist ein ehemaliger irischer Fußballspieler.

## Vereinskarriere
Kelly durchlief die Jugendabteilung von Tottenham Hotspur und unterschrieb 2000 seinen ersten Profivertrag. Anfang 2003 wurde er erstmals ausgeliehen und gab bei Southend United sein Profidebüt. Nach zwei Monaten kehrte er Ende März von Southend zurück und wurde für die restliche Saison an die Queens Park Rangers verliehen. Einen Großteil der Hinrunde der Saison 2003/04 verbrachte er beim FC Watford in der Football League Championship. Nach seiner Rückkehr zu Tottenham gab er am 28. Dezember 2003 sein Debüt in der Premier League. Kelly gelang es auch in der folgenden Saison nicht, sich endgültig ins Team zu spielen, er entschloss sich deshalb im Sommer 2006 zu einem Wechsel.
Für £750.000 wechselte er zum Zweitligisten Birmingham City und unterschrieb dort einen Dreijahresvertrag. In seiner ersten Saison mit seinem neuen Klub gelang Kelly als Stammspieler auf der rechten Verteidigerposition der Wiederaufstieg in die Premier League. 
Zur Saison 2009/10 wechselte Kelly zum Erstligisten FC Fulham.
Am 11. Januar 2013 wechselte Kelly innerhalb der Liga zum FC Reading. Für diesen war er zwei  Spielzeiten aktiv. Im November 2015 unterschrieb Kelly einen Vertrag bei Rotherham United.

## Nationalmannschaft
Kelly nahm mit der irischen U-20-Nationalmannschaft an der Junioren-Weltmeisterschaft 2003 teil. Er kam in allen drei Vorrundenpartien zum Einsatz, verpasste das Achtelfinale gegen Kolumbien (2:3) aber aufgrund einer Gelbsperre. 2006 debütierte er in der irischen A-Nationalmannschaft in einem Freundschaftsspiel gegen Chile.